# Chōkei
Chōkei (jap. 長慶天皇 Chōkei Tennō; ur. 1343  – zm. 27 sierpnia 1394), 98. cesarz Japonii.
Panował w latach 1368–1383.